# Feuchtwangen
Feuchtwangen este un oraș din Franconia Mijlocie, landul Bavaria, Germania.